# Państwowy Rezerwat Przyrody Qaragöl
Państwowy Rezerwat Przyrody Qaragöl – rezerwat przyrody znajdujący się de iure w rejonie Laçın w Azerbejdżanie, zaś od czasów wojny o Górski Karabach de facto w rejonie Kaszatagh nieuznawanego państwa Republika Górskiego Karabachu.
Rezerwat utworzono w 1987 w południowej części Masywu Karabaskiego, w celu ochrony reliktowego jeziora górskiego Qaragöl oraz otaczającego go kompleksu przyrodniczego.
Jezioro Qaragöl znajduje się na wysokości 2658 m n.p.m. u podnóża kilku gór z wysokościami od 3200 do 3500 m n.p.m. Jezioro jest reliktowym zbiornikiem wodnym, który powstał w kraterze wygasłego wulkanu. Długość jeziora wynosi 1950 m, maksymalna szerokość wynosi 1250 m, długość linii brzegowej to 5500 m, maksymalna głębokość - 7,8 m, objętość wody - 10 mln m³, powierzchnia jeziora 13 km². Dopływ wody to głównie topniejące śniegi, a także częściowo zasilanie wodami źródlanymi. Flora rezerwatu liczy 102 gatunki. Roślinność wybrzeża jeziora jest reprezentowana głównie przez łąki z dominacją koniczyny (Trifolium) i traganku (w tym Astragalus tragacantha). W roku 1967 Pstrąg sewański (Salmo ischchan), wpisany do Czerwonej księgi gatunków zagrożonych, został wprowadzony do jeziora.